# Žirondinci
Žirondinci su bili politička struja francuske revolucije. Ime su dobili po francuskoj pokrajini Gironde odakle je potjecala većina zastupnika. Oni su isprva sjedili na lijevoj strani u Zakonodavnoj skupštini, a poslije na desnoj u Konventu. Bili su predstavnici buržoazije.
Žirondinci su uzaludno pokušavali spasiti kralja od smrtne presude.
Smatrali su nužnim rat protiv Habsburške monarhije i Pruske kako bi okrenuli nezadovoljstvo naroda prema vanjskom neprijatelju. To ih je posvadilo s jakobincima koji su bili protiv rata. Jakobinci su ih porazili u lipnju 1793. godine.